# Cabo Sata
El cabo Sata (en japonés: 佐多岬, Sata Misaki) es un cabo de Japón localizado en el extremo sur de la península de Osumi de la isla de Kyushu,  que constituye el punto más meridional de la isla, justo al sur de los 31 grados de latitud.
El cabo Sata es el lugar donde se localiza un faro construido en 1871, diseñado por el escocés Henry Richard Brunton.
El terreno se encuentra actualmente bajo la jurisdicción de una empresa privada, y cuesta 300 yenes el poder entrar en el horario de  entre los 9 y 5 p. m..